# Quebrada La Hueso
Quebrada La Hueso är ett vattendrag i Colombia.   Det ligger i departementet Antioquía, i den nordvästra delen av landet, 250 km nordväst om huvudstaden Bogotá.